# Katar na Mistrzostwach Świata w Lekkoatletyce 2011
Katar na Mistrzostwach Świata w Lekkoatletyce 2011 był reprezentowany przez 4 zawodników.

## Wyniki reprezentantów Kataru

### Mężczyźni

#### Konkurencje biegowe
| Konkurencja                   | Zawodnik           | Eliminacje | Eliminacje | Półfinał   | Półfinał | Finał    | Finał   |
| Konkurencja                   | Zawodnik           | Rezultat   | Pozycja    | Rezultat   | Pozycja  | Rezultat | Pozycja |
| ----------------------------- | ------------------ | ---------- | ---------- | ---------- | -------- | -------- | ------- |
| Bieg na 200 m                 | Femi Seun Ogunode  | 20,54      | 8 Q        | 20,58      | 9        |          |         |
| Bieg na 400 m                 | Femi Seun Ogunode  | 45,42 (SB) | 15 Q       | 45,51 (SB) | 7 Q      | 45,55    | 8       |
| Bieg na 1500 m                | Hamza Driouch      | 3:42,09    | 27         |            |          |          |         |
| Bieg na 3000 m z przeszkodami | Abubaker Ali Kamal |            |            | 8:30,37    | 20       |          |         |

#### Konkurencje techniczne
| Konkurencja | Zawodnik           | Eliminacje | Eliminacje | Finał    | Finał   |
| Konkurencja | Zawodnik           | Rezultat   | Pozycja    | Rezultat | Pozycja |
| ----------- | ------------------ | ---------- | ---------- | -------- | ------- |
| Skok wzwyż  | Mutazz Isa Barszim | 2,31 m     | 2 Q        | 2,32 m   | 7       |